# Amanda Pedersen
Amanda Sofie Pedersen er en dansk singer-songwriter. Hun kom på en fjerdeplads i X Factor 2013, hvor Thomas Blachman var hendes mentor. I 2015 medvirkede hun på tre sange på den tyske popduo Fahrenhaidts album, The Book of Nature. Sangen "Frozen Silence" deltog i det tyske Melodi Grand Prix, Unser Song für Österreich, men gik ikke videre fra første runde. 

## Diskografi
med Fahrenhaidt
- The Book of Nature (2015)
- Home Under the Sky (2016)